# 79-та вулиця (Мангеттен)
79-та вулиця (англ. 79th Street) — головна вулиця з двостороннім рухом у Верхньому Іст-Сайді та Верхньому Вест-Сайді боро Нью-Йорка Мангеттен. Проходить двома основними ділянками: між Іст-Енд і П'ятою авеню на Верхньому Іст-Сайді та між Колумбус-авеню та Генрі Хадсон-Паркуей на Верхньому Вест-Сайді. Два сегменти з'єднані 79-ю вулицею, що проходить через Центральний парк, а також одним кварталом 81-ї вулиці.
На західній стороні вулиця повністю входить до ZIP-коду 10024, на Іст-Сайді вулиця є частиною ZIP-коду 10075.

## Історія
Вулиця була визначена згідно з Планом уповноважених 1811 року, який встановив сітку вулиць Мангеттена як одну з 15 вулиць зі сходу на захід, ширина яких 30 метрів (у той час як інші вулиці були визначені як 18 м у ширину).
Розв'язка на річці Гудзон і човновому басейні була вперше запропонована в 1934 році і була побудована в 1937 році під час перебування Роберта Мозеса на посаді комісара парків. Він був частиною «Структури ліквідації перетину 79-ї вулиці», яка створила грандіозний архітектурний багаторівневий в’їзд і виїзд із парку Генрі Хадсона, а також ліквідацію залізничного переїзду західної частини Центральної залізниці Нью-Йорка, перекривши його та створивши Тунель свободи. Розроблений Гілмором Девідом Кларком, Адміністрація робіт виділила 5,1 мільйона доларів на проект, який також включав підземний гараж, ресторан і пристань для яхт.